# Robema
Bere și Malț Robema a fost o companie producătoare de bere din Roșiorii de Vede, județul Teleorman.
Bere și Malț Robema deține o fabrică de bere cu o capacitate anuală de circa 200.000 de hectolitri și o secție de producție de malț cu o capacitate de 11.000 tone pe an.
Robema se adresează în principal consumatorilor din mediul rural.
Firma produce și bere îmbuteliată la PET.
În martie 2010, compania a intrat în insolvență și a disponibilizat cei 170 angajați.
Cifra de afaceri:
- 2008: 4,6 milioane euro[3]
- 2007: 19,5 milioane lei (5,8 milioane euro)[1]
- 2006: 23,6 milioane lei (6,7 milioane euro)[2]